# رضاء الدين فخر الدين
رضاء الدين فخرالدين (لغة تتارية: Ризаэддин Фәхреддин) كاتب وعالم دين باشكيري. ولد رضاء الدين فخرالدين بقرية كيجوجات سامارا (روسيا) في 13 يناير 1859 وتوفي في 12 أبريل 1936 في مدينة أوفا.

## مؤلفاته
1. امام غزالی (بلغة تتارية)
2. قرآن و طباعت (بلغة تتارية)
3. شرح جوامع الكلم (بلغة تتارية)

...